# Tritrichomonas foetus
Tritrichomonas foetus  é uma espécie de protozoário flagelado piriforme, unicelular, conhecido por ser um patógeno do trato reprodutivo bovino, bem como do trato intestinal de gatos. No gado, o organismo é transmitido para a vagina e útero feminino a partir do prepúcio do touro, onde o parasita é conhecido por residir. Causa infertilidade e, às vezes, provoca abortos espontâneos no primeiro trimestre. Nos últimos dez anos, tem havido relatos de Tritrichomonas foetus nas fezes de gatos jovens que têm diarreia e vivem em domicílios com vários gatos.

## Patologia bovina
Se aloja no trato genital tanto masculino quanto feminino e é transmitido pela cópula ou por inseminação artificial mal conduzida (quando o sêmen pode estar contaminado, quando não se sabe a procedência do sêmen, por utilização de instrumentação não esterilizada ou mal esterilizada, etc.).
Em machos, o parasita se aloja principalmente na cavidade prepucial. Pode não haver sintomatologia evidente como pode causar dor ao urinar (nesse caso o animal urina parceladamente) e epididimite. Como se trata de sintomas pouco perceptíveis clinicamente, o macho infectado é o principal disseminador da infecção.
Em fêmeas, pode haver vaginite com secreção purulenta, febre alta e metrite caso o parasita ascenda ao útero. Em vacas prenhas, a ascensão ao útero pode causar tanto metrite quanto infecção de placenta e causar aborto. Quando infectadas antes de ficarem prenhas, em cerca de 2 a 6 semanas após a concepção o feto é abortado. Há casos em que o feto é "macerado" no útero. Simplesmente o feto morre e não é eliminado. A própria secreção elimina os parasitas em grande quantidade e em cerca de 3 meses sem cópula pode haver a cura espontânea.